# Matenadaran

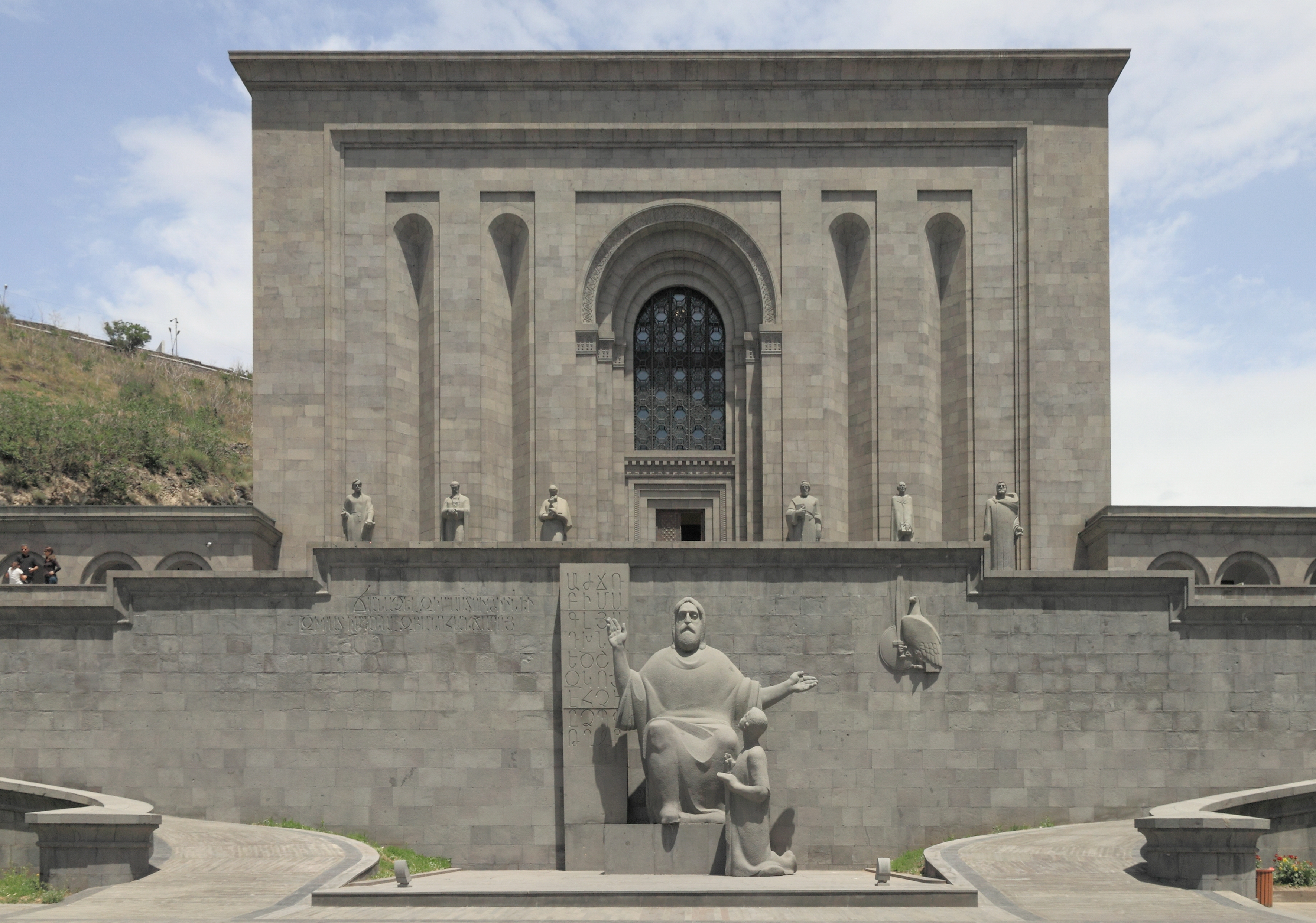
Matenadaran

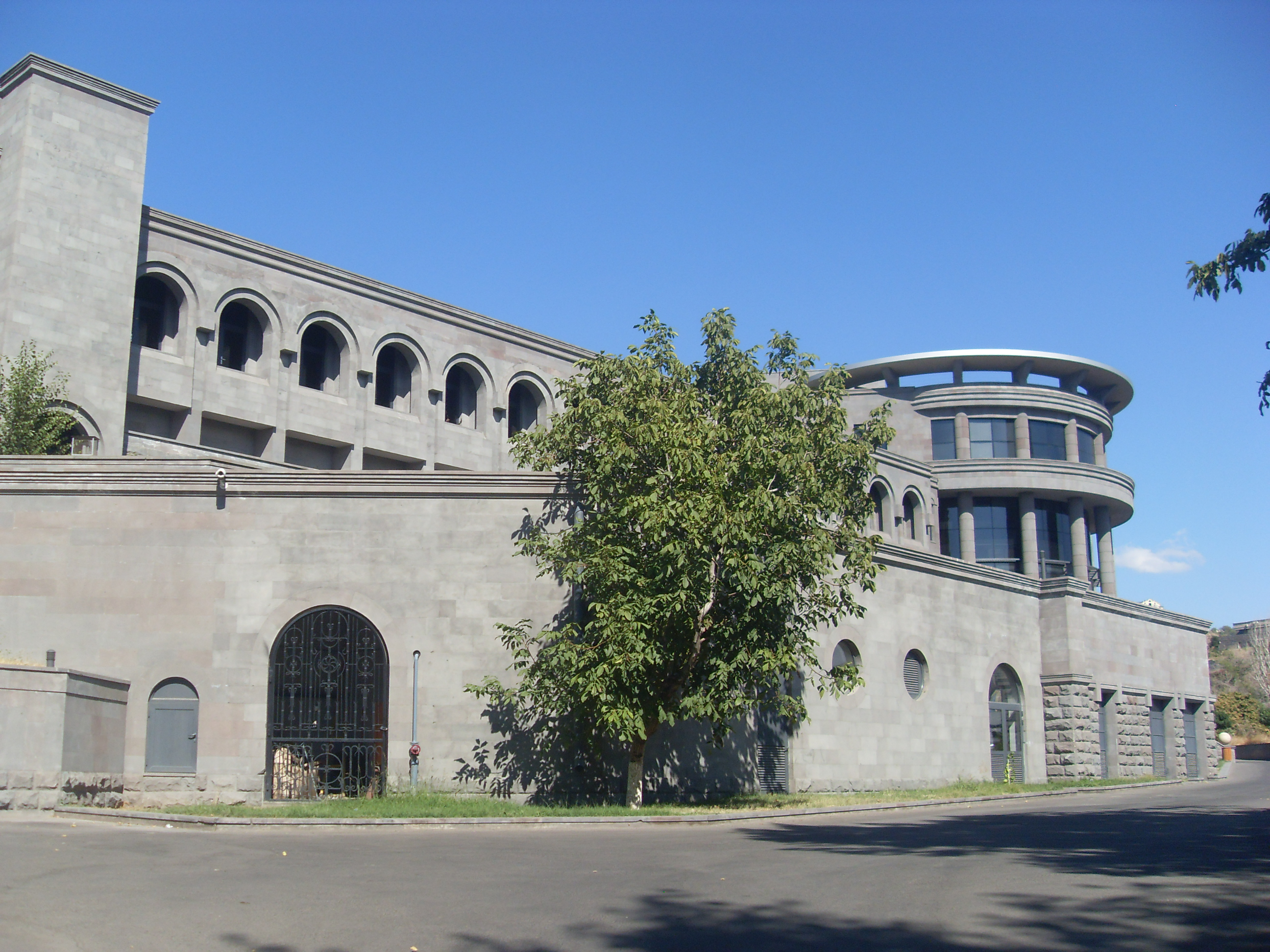

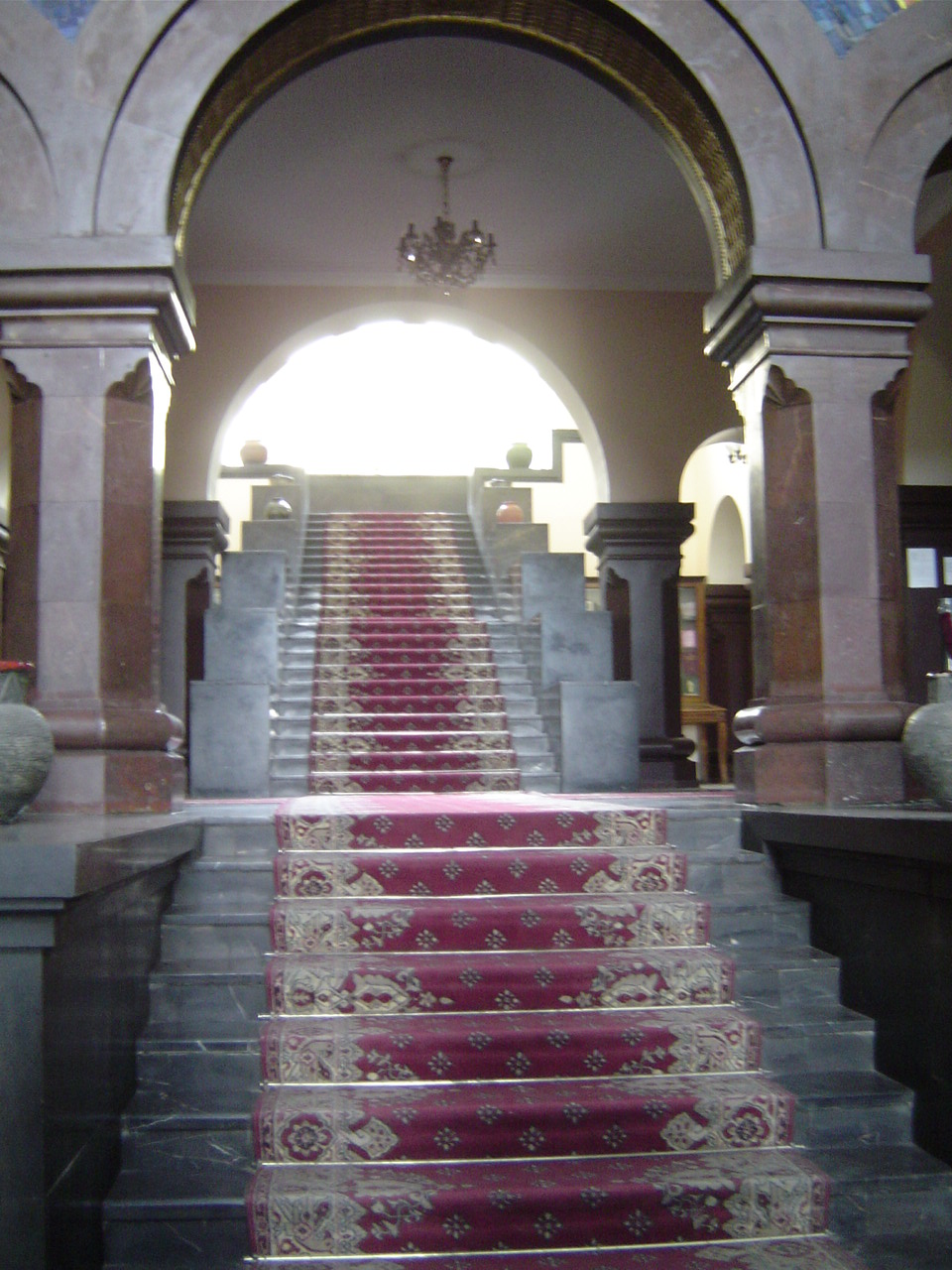

A Matenadaran a Meszrop Mastoc Institute of Ancient Kéziratok ( örmény nyelven: Մեսրոպ Մաշտոցի անվան հին ձեռագրերի ինստիտուտ), régi kéziratok tárolására szolgáló kutatóintézet és múzeum, mely Örményország fővárosában Jerevánban található. Ezt tartják a világ egyik leggazdagabb középkori kézirat és könyv letéteményesének, amely széles körű témákat fog át, beleértve a történelmet, a filozófiát, az orvostudományt, az irodalmat, a művészeteket és a történelem kozmográfiát is örmény és még sok más nyelven is.

## Története

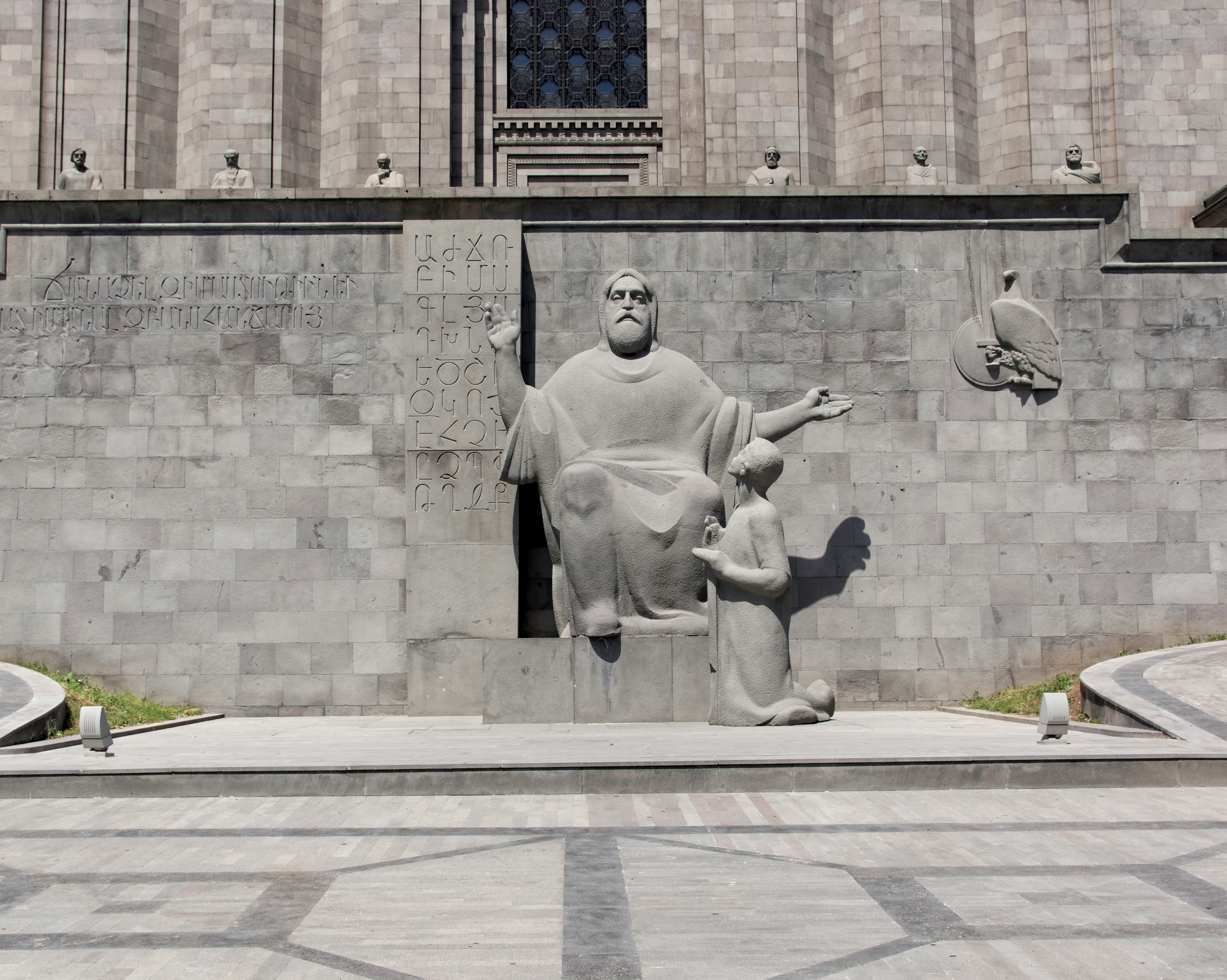
Meszrop Mastoc

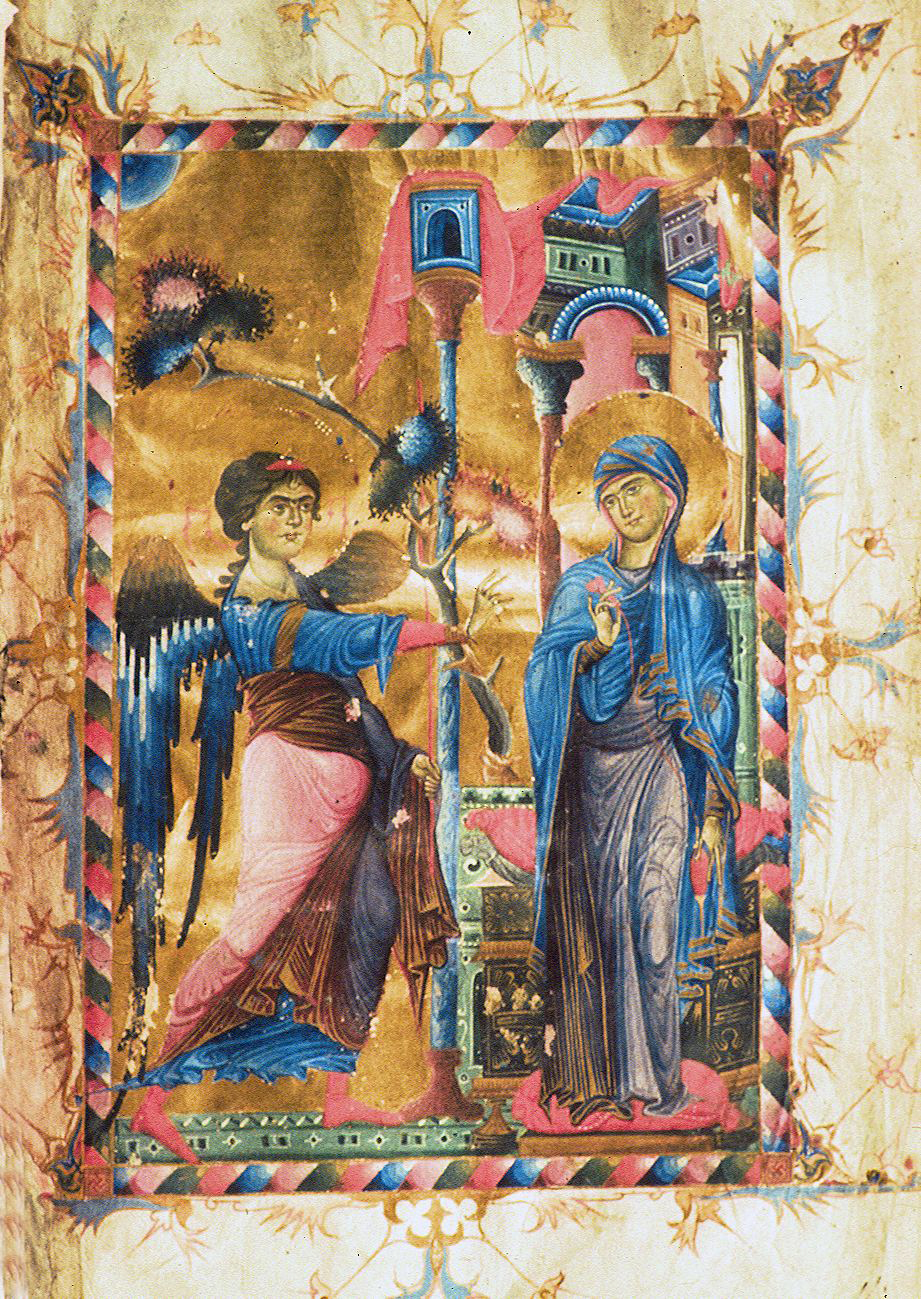

A Matenadaran kifejezés legkorábbi említése az 5. századra nyúlik vissza – Ghazar Parpetsi történésztől ered, aki először említette meg, hogy létezett egy hely az Etchmiadzin székesegyházban, ahol görög és örmény nyelvű szövegeket tároltak. Ezt követően azonban, a források nagyrészt hallgattak róla.
Örményországban több ezer kézirat pusztult el a 10- 15. században a török-tatár pusztítások során. A középkori örmény történész, Stepanos Orbelian szerint, a szeldzsuk törökök voltak felelősek 1170-ben a több mint 10000 örmény Baghaberd kézirat elégéséért. 1441-ben Matenadaran Örményország fővárosban a korábbi Cilician Királyságban volt, innen költözött Echmiatsinba, ahol a közeli kolostorokba tárolták. Ennek eredményeként Örményországot, mely állandó csatatér volt két nagyhatalom között, és Matenadarant, Echmiadzint többször is kifosztották, utoljára 1804-ben.
A 19. század első harmadában Kelet-Örményország is beépült az orosz birodalomba ez stabilabb légkört biztosított a maradék kézirat megőrzéséhez, valamint új kéziratok is beszerzésre kerültek. Így egy új korszaka kezdődött Echmiadzinnak és Matenadarannak. Míg 1828-ban Matenadaran katalogizált gyűjteménye csak 1809 kézirat volt, 1914-ben a gyűjtemény 4660 kéziratra nőtt. Az első világháború kitörésekor minden kéziratot Moszkvába küldtek megőrzésre és ott is tartották a háború végéig.
Echmiatsinben az Örmény Apostoli Egyház székhelyén tartott könyv- és kéziratgyűjteményt 1920. december 17-én elkobozták a bolsevikok. Az Alexander Miasnikyan által kiállított 1922. március 6-án kelt rendelettel a kéziratokat Moszkvából Örményországba kellett visszaszállítani. Kombinálva más gyűjteményekkel, bejelentették azok állami kézbe kerülését és a gyűjtemény 1929. december 17-én, és 1939-ben Jerevánba költözött, ahol az Alexander Miasnikyan Állami Könyvtárban tárolták. Végül 1959. március 3-án, az Örmény Szovjet Szocialista Köztársaság Miniszterek Tanácsa támogatásával a kéziratok tárolása és fenntartása céljából egy új épületet hoztak létre, amelynek névadója Szent Meszrop Mastoc, az örmény ábécé létrehozója lett és Levon Khachikyan örmény akadémikust nevezték ki a Matenadaran igazgatójának.

## A Matenadaran építése
A Matenadaran Mark Grigoryan építész tervei szerint készült a város központjától kissé északra található domb lábánál. Építése 1945-ben kezdődött, és végül 1957-ben készült el. Az épület külseje bazaltból épült, de belső részei egyéb anyagokból pl. márványból készültek. Az 1960-as években a történelmi örmény tudósokról; Toros Roslin, Grigor Tatevatsi, Anania Shirakatsi, Movszesz Horenaci, és Frick, emeltek szobrokat az épület külsejének bal és a jobb szárnyán. A szobrok Mesrop Mashots és tanítványa alatt helyezkednek el a teraszon, ahol a fő épület áll.
2009. május 14-én, alapításának ötvenedik évfordulójára az örmény állami és egyházi tisztviselők ünnepségén a Matenadaran mellett egy kutatóintézet építését jelentették be. A kivitelezési munkák 2011-ben Arthur Meschian építész tervei szerint készültek, aki az 1980-as évek végén kezdett dolgozni az új épület designjén.

## A Matenadaran gyűjtemény

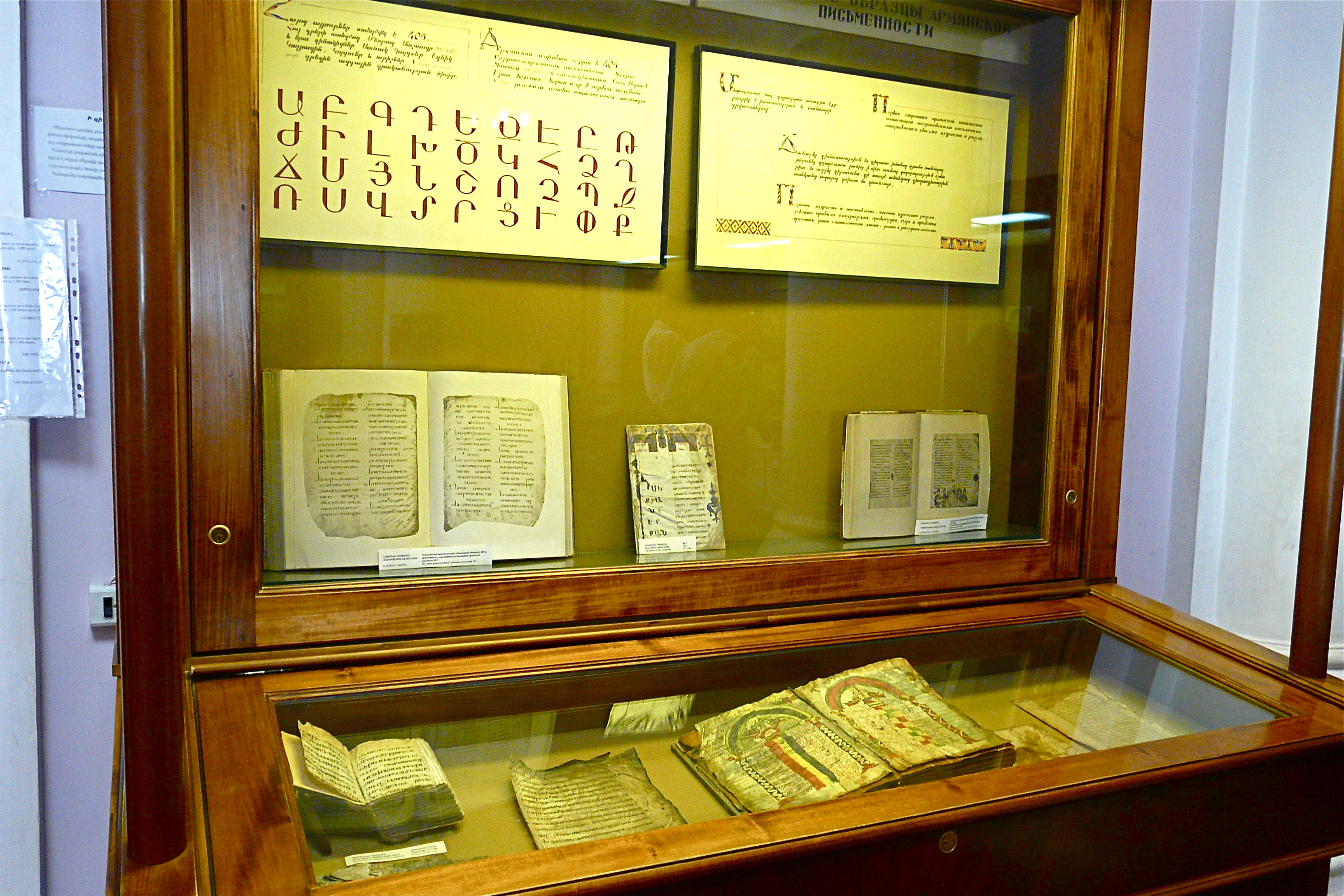

A Matenadaran építésének célja volt elsősorban a kéziratok megőrzése, helyreállítása, és a reprodukciója; az örmény kéziratok beszerzése; szervezése és katalogizálása; forgalmazása és közzététele különösen a történelmileg jelentős örmény kéziratoknak.
A Matenadaran gyűjtemény közel 17000 kéziratot és 30000 egyéb dokumentumot tartalmaz, amelyek a legkülönbözőbb témákat ölelik fel: történetírás, földrajz, filozófia, nyelvtan, művészettörténet, orvostudomány és egyéb tudományok. A szovjet uralom első évtizedeiben a Vaspurakan és Taron gyűjtemény nagyrészt kéziratok egyházi struktúrákat tárolt az iskolákban, kolostorokban és Örményország templomaiban és a Szovjetunió többi részén (például New Nakhichevan és a Nersisyan Szeminárium Tbilisziben), a Lazarev Institute of Oriental Languages Moszkvában, az Örmény Apostoli Egyház Primacy Tabrizban, az iráni Darashamb faluban, valamint a személyes gyűjtemények által megadott magán adományozóknál. Amellett, hogy a Matenadaranban az örmény kéziratoknak egy óriási gyűjteménye van. 1997-ben az UNESCO A világ emlékezete programjával a történelmi dokumentumok több mint 2000 nyelven lettek elérhetők; köztük arab, perzsa, héber, japán és orosz is, elismerve világméretű jelentőségét.
Az írások a klasszikus és a középkori történészek Movszesz Horenaci, Yeghishe és Aristakes Lastivertsi őrzi itt, csakúgy, mint a jogi, filozófiai és teológiai írásaiban más jelentős örmény számokat. Grigor Narekatsi és Nerses Shnorhali fennmaradt írásai a Matenadaranban sarokkövét képezik középkori örmény irodalomnak.
Az örmény gyűjtemény 2500 örmény kéziratból áll , amelyek között kiemelkedő az Echmiadzin Evangélium (989) és a Mugni evangéliumok (1060). Egy másik kiemelkedő kézirat az 1200-1202 években írt Mush Homíliák AD Avak kolostor Yerzenka (ma: Erzincan, Törökország), amely 55,3 cm x 70,5 cm-es (21,8 hüvelyk 27,8 hüvelyk), súlya 27,5 kg (60,6 £.), és 603 borjúbőr pergamenlapot tartalmaz. A könyvet két örmény nő találta egy elhagyott örmény kolostorban az Oszmán Birodalomban az első világháború és az örmény népirtás idején. Mivel kiderült, hogy túl nehéz vinni, azt két részre osztották: az egyik fele ruhába volt csomagolva és eltemették, míg a második felét Grúziába vitték. Pár évvel később, a lengyel tiszt rátalált az első felére, és eladta egy tisztnek Bakuban. Ez végül Örményországba hozta és a két fél végül újra egyesült.

## Galéria

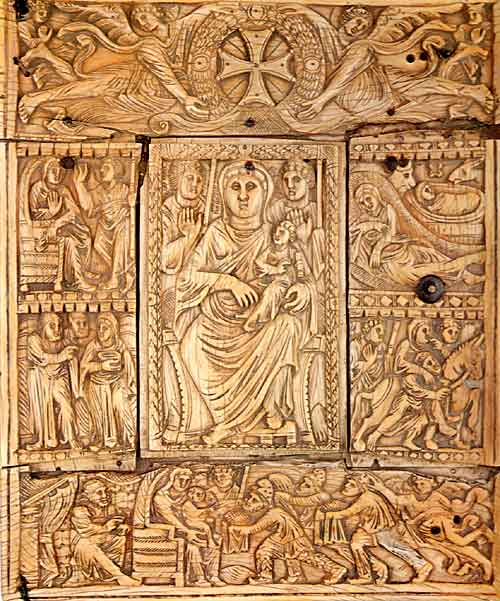
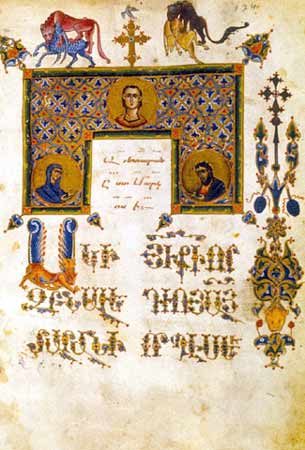
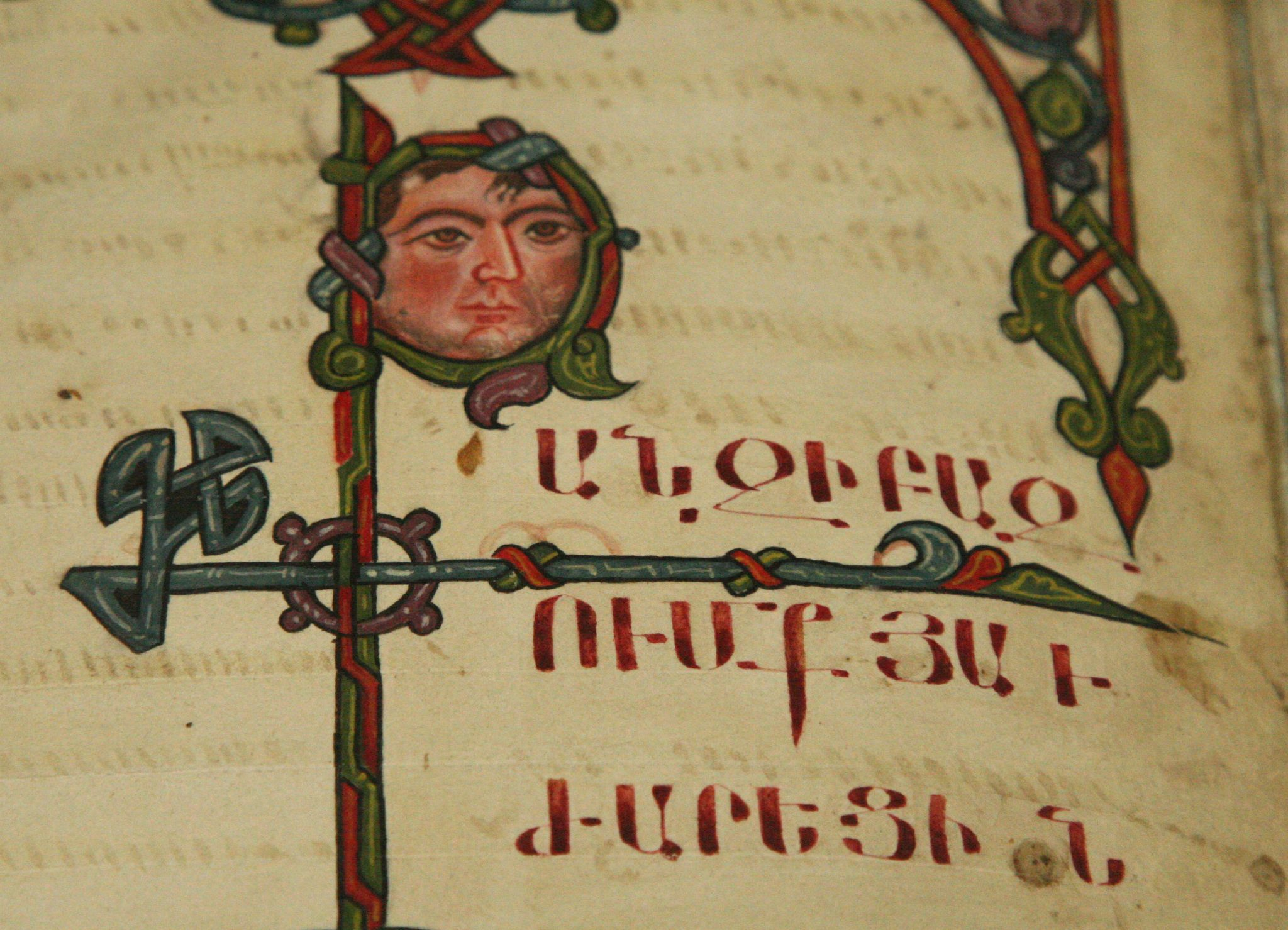
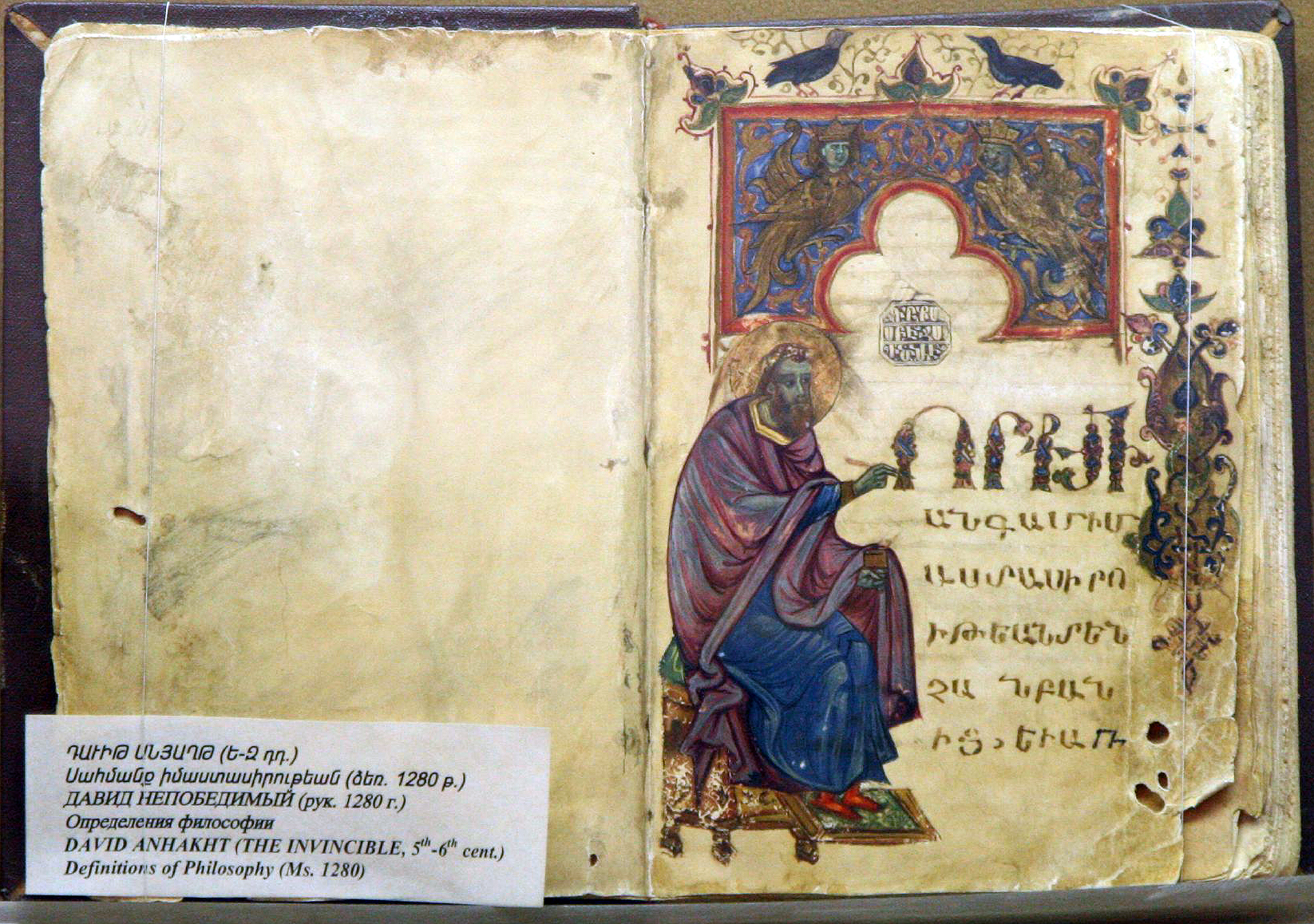
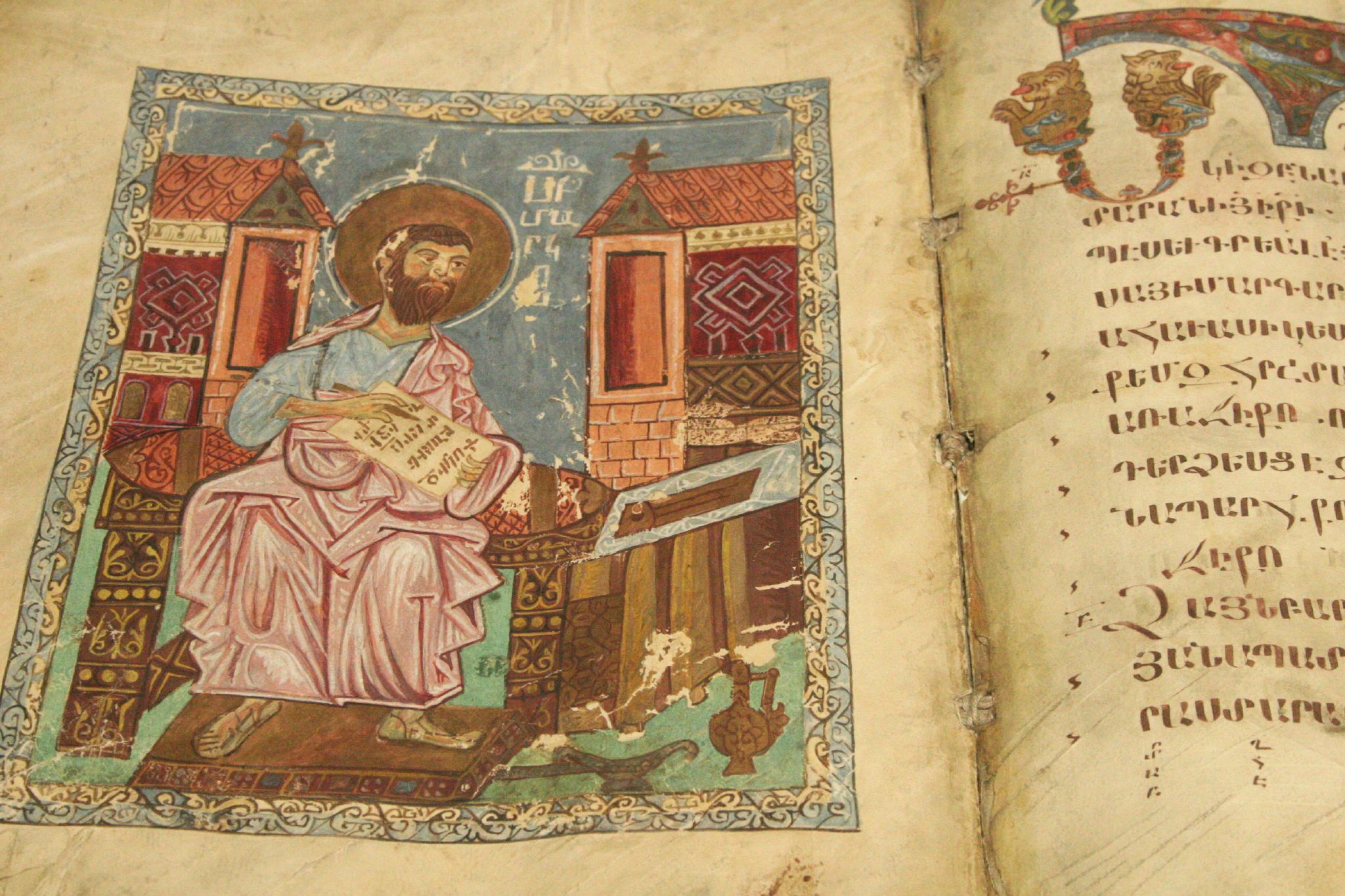
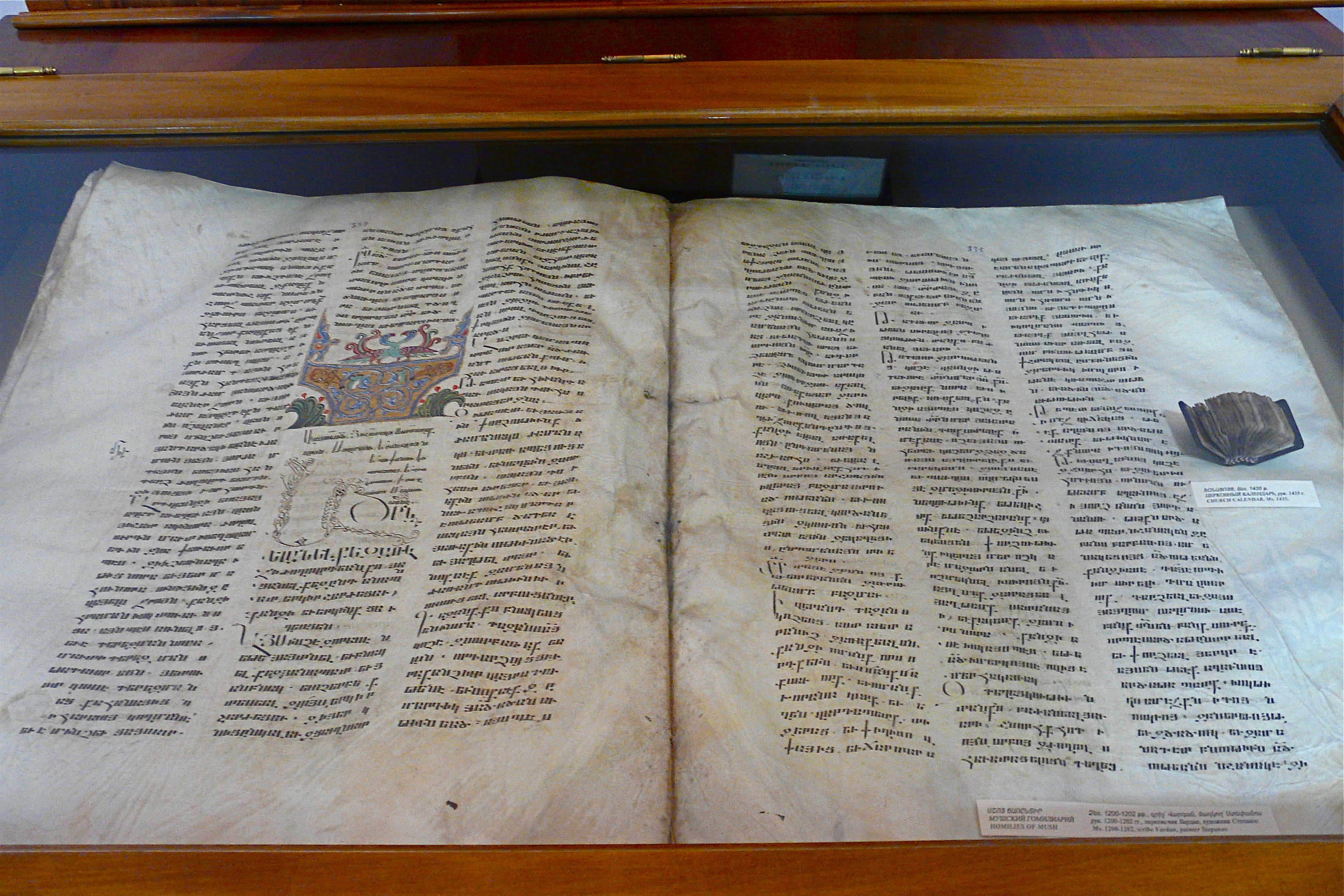
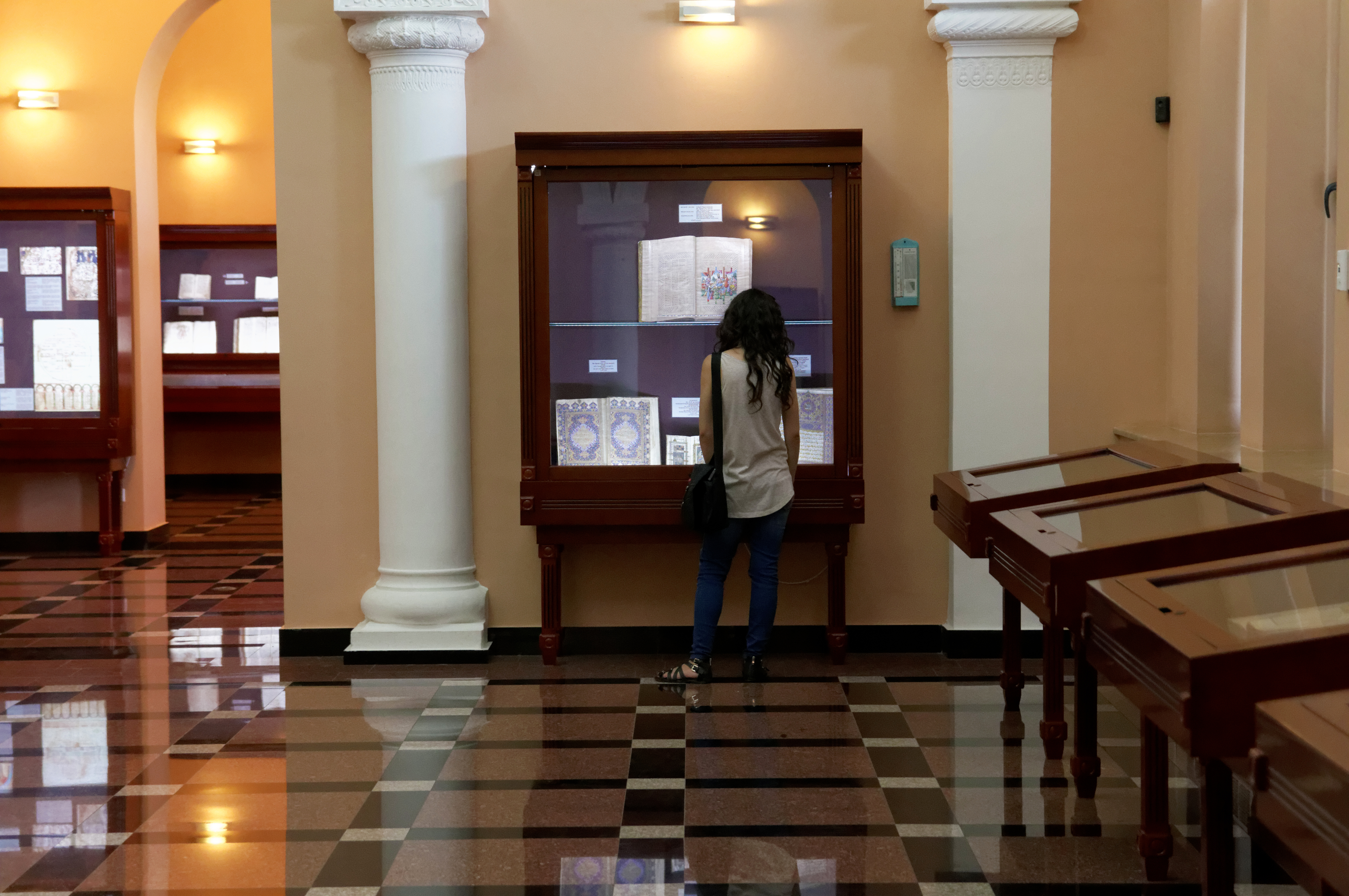